# SAI KZ II
SAI KZ II var en serie en-motors propelfly, som blev produceret i perioden 1937-1946. KZ II var det første fly produceret under Skandinavisk Aero Industri-mærket, idet Kramme & Zeuthen's første fly, KZ I, blev bygget i 1937, inden selskabet formelt blev etableret. KZ II havde kapacitet til at fragte to personer (pilot og passager/elev), Kupé-modellen havde et lukket cockpit med sæder ved siden af hinanden, mens de senere modeller, Sport og Træner, havde åbent cockpit med sæder i tandem.

## KZ II Kupé
Da Skandinavisk Aero Industri blev etableret i august 1937 var arbejdet i gang med KZ II Kupé, som var et konventionelt lavvinget fly med et skelet af stålrør beklædt med finér og lærred, mens vingerne var af træ og finérbeklædte. Vingerne kunne i øvrigt foldes tilbage langs kroppen under transport og opbevaring. Motoren var en Gipsy Minor eller Cirrus Minor I.
Flyet fløj for første gang den 11. december 1937, og i de følgende tre år, blev der produceret 14 styk. Der findes i dag tre eksemplarer af Kupé.

### Specifikationer KZ II Kupé
- Bemanding: 2
- Spændvidde: 10,5 m
- Egenvægt: 460 kg
- Maksimal vægt: 750 kg
- Motoreffekt: 90 hk
- Rejsehastighed: 94 kt (175 kmt)
- Tophastighed: ukendt
- Maksimal flyvehøjde: 5000 m (16400 ft)

## KZ II Sport
Allerede året efter Kupéens flyvning kom Sport-modellen, som havde et åbent cockpit, sæder i tandemkonfiguration og var i stand til at udføre aerobaticsmanøvrer. Motoren blev udskiftet med den lidt stærkere Hirth 504A med 105 hestekræfter.
Første flyvning blev foretaget den 10. oktober 1938, og i alt 16 maskiner blev bygget. Mange fly blev dog konfiskeret af den tyske besættelsesmagt under Anden Verdenskrig og enkelte blev eksporteret til udlandet, men i dag findes kun ét enkelt eksemplar, som er udstillet på Danmarks Flymuseum i Stauning. 

### Specifikationer KZ II Sport
- Bemanding: 2
- Længde: 7,5 m
- Spændvidde: 10,2 m
- Vingeareal: 15 m2
- Egenvægt: 475 kg
- Maksimal vægt: 725 kg
- Motoreffekt: 105 hk
- Rejsehastighed: 108 kt (200 kmt)
- Tophastighed: 119 kt (220 kmt)
- Maksimal flyvehøjde: 5500 m (18040 ft)

## KZ II Træner
Den sidste variant blev produceret som løsning på træningsbehovet hos Hærens og Marinens fælles flyveskole, hvor man efter Anden Verdenskrig havde brug for træningsfly til at genopbygge de væbnede styrker. SAI kunne hurtigt levere udstyret, og producerede en opgraderet udgave af Sport-modellen, kaldet KZ II Træner. Den havde en stærkere motor, en Gipsy Major X med 145 hestekræfter, og et stærkere skrog og dermed også en højere egenvægt.
Første flyvning blev foretaget i april 1946, og allerede samme år blev 15 styk leveret til Flyvestation Avnø og blev benyttet som primærtræner frem til 1955. Der findes i dag 5 eksemplarer af Træneren, nogle luftdygtige og nogle under restaurering.

### Specifikationer KZ II Træner
- Bemanding: 2
- Længde: 7,5 m
- Spændvidde: 10,2 m
- Vingeareal: 15 m2
- Egenvægt: 550 kg
- Maksimal vægt: 850 kg
- Motoreffekt: 145 hk
- Rejsehastighed: 103 kt (190 kmt)
- Tophastighed: 119 kt (220 kmt)
- Maksimal flyvehøjde: 5500 m (18040 ft)